# ブリュノ・ジェルマン
ブリュノ・ジェルマン（Bruno Germain、1960年4月28日 - ）は、フランスの元サッカー選手。ポジションはミッドフィールダー。
息子のヴァレール・ジェルマンもサッカー選手である。

## 経歴
オリンピック・マルセイユ時代にディヴィジオン・アン連覇を果たし、1990-91シーズンにはUEFAチャンピオンズカップ準優勝に貢献した。パリ・サンジェルマン時代にもクープ・ドゥ・フランス優勝を経験している。
フランス代表としては1987年11月18日の東ドイツ代表戦に出場した。